# Иона (Думин)
Митрополи́т Ио́на Думи́н — митрополит Ростовский и Ярославский. Духовный писатель и библиофил.

## Биография
Пострижен в монашество епископом Тверским Захарием.
Не позднее 31 мая (10 июня) 1584 года стал архимандритом Владимирского Рождественского монастыря.
В 1588 году посвящён во епископа Вологодского и Великопермского.
В 1589 году на Московском соборе была учреждена митрополия в Новгороде. Иона был одним из трёх кандидатов в митрополиты Новгородские (вторым был архимандрит Троице-Сергиева монастыря Киприан, избран был архиепископ Новгородский Александр). В 1589 году возведён в сан архиепископа.
В 1603 году назначен митрополитом Ростовским и Ярославским.
По преданию, первый обращал внимание патриарха Иова на какие-то замыслы послушника Григория Отрепьева, но его предостережение не было принято во внимание.
В 1604 году уволен на покой во Владимирский Богородице-Рождественский монастырь.
Скончался 7 (17) марта 1608 года. Погребен в Ростовском кафедральном соборе.

## Сочинения
В 1591 году им написана наиболее пространная редакция Повести о житии Александра Невского. Предположительно, им же был написан второй канон службы благоверному князю Александру.
В рукописи сохранилось его окружное послание к ростовской пастве.